# Chartreuse de Hinton
La chartreuse de Hinton ou chartreuse du Lieu-de-Dieu, Locus Dei en latin, était un monastère de l'Ordre des Chartreux du nord-est du Somerset, en Angleterre, de 1227 à 1539.

## Histoire

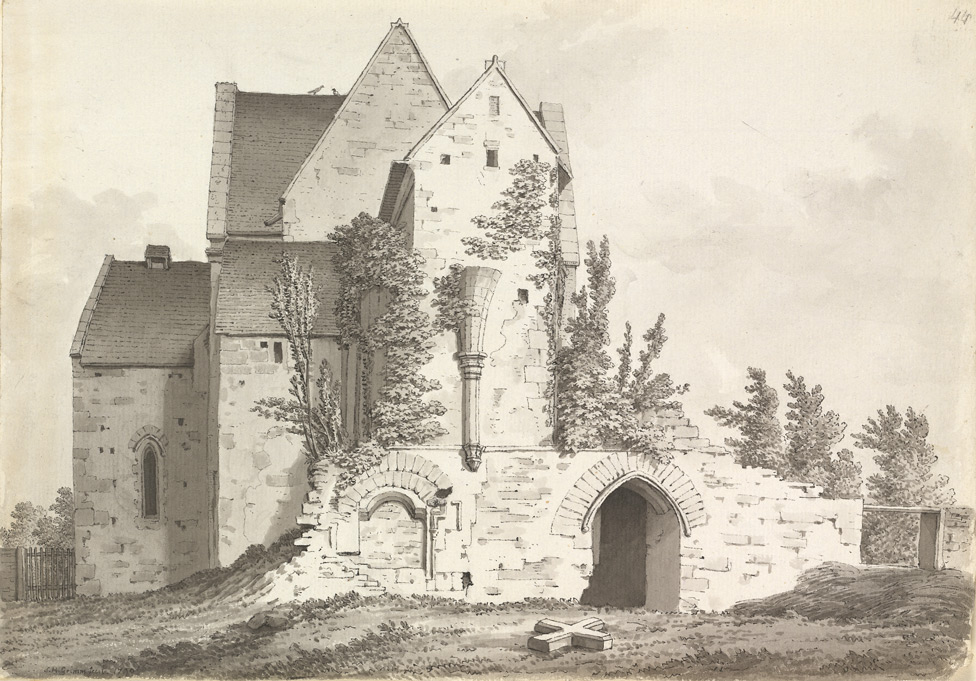
Chapelle du prieuré Hinton, dessinée par Samuel Hieronymus Grimm en 1790

La chartreuse de Hinton est la deuxième chartreuse médiévale fondée en Angleterre. Elle est fondée par Guillaume de Longue-Épée, comte de Salisbury, à Hatherop, près de Fairford dans le Gloucestershire en 1222 dans le propre manoir du comte. L'emplacement n'est guère favorable, et à la mort de Guillaume de Longue-Épée en 1226, ils demandent à la comtesse un nouveau site pour avoir une plus grande solitude. Elle leur donne ses manoirs de Hinton Charterhouse et de Norton St Philip dans le Somerset et le droit de patronage sur les églises de ces localités. Parmi les signataires de la charte, il y a Edmond Rich d'Abingdon, futur archevêque de Cantorbéry.
La nouvelle maison est consacrée, en mai 1232, sur un site à environ 1 km au nord-est du village de Hinton, appelé plus tard Hinton Charterhouse. Elle est initialement dotée de fiefs, sans être financièrement très à l’aise. Le roi Henri III montre son bon vouloir envers les Pères en les exemptant d'impôts et en permettant, en 1254, qu'on tienne aux abords du monastère deux foires annuelles, qui sont lucratives pour eux. Édouard III, donne aux chartreux, en 1363, une barrique de vin de messe, présent qu'il renouvelle chaque année, et ses successeurs font de même jusqu'à la dissolution. Au siècle suivant, il semble que la chartreuse n'est plus aussi prospère, pécuniairement. Henri VI transfère à ce monastère la rente de 50 marks qui, depuis Henri II, est payée chaque année à la Grande Chartreuse. Celle-ci, en 1444, renonce de plein gré à cette somme pour venir en aide à Hinton.
Une « maison basse » ou correrie pour les frères lais est fondée, à environ 1 km à l'est de la chartreuse, à Freshford, près de la Frome (51° 19′ 50″ N, 2° 18′ 18″ O). Elle cesse d'être utilisée, probablement au XIVe siècle, et les frères lais sont logés dans la communauté principale.
Hinton acquiert la terre et la propriété du petit prieuré de Longleat près de Warminster, Wiltshire, en 1529.
Le prieur accepte sans difficulté l’Acte de Succession et l'Acte de Suprématie, mais tergiverse pour l’acte de cession. Il signe finalement avec sa communauté le 31 mars 1539 ; La maison est supprimée dans le cadre de la dissolution des monastères; à cette époque, elle abritait le prieur, seize moines et six frères laïs. Le revenu n’était que de 248 £. Le prieur reçut 44 livres de pension annuelle, les religieux de 6 à 8 livres, et les convers 2.
La propriété est ensuite achetée par Matthew Colthurst. La chartreuse est pillée et vendue : elle passe aux mains de divers acquéreurs dont l'un arrache le plomb des toitures pour le revendre; un autre se servit des pierres du monastère pour s'ériger une magnifique résidence qui subsiste encore aujourd'hui et est connue sous le nom de Hinton Abbey.

## Prieurs
Le prieur est le supérieur d'une chartreuse, élu par ses comprofès ou désigné par les supérieurs majeurs.
- 1368 : Jean Lucoste, premier visiteur de la province cartusienne d'Angleterre.
- 1528 : Jean Batnianson, écrivain.
- Edmond Horde, dernier prieur[2].

## Aujourd'hui
Quelques constructions restent : la plus importante est une sorte de bâtiment de forme irrégulière, au rez-de chaussée duquel se trouve une vaste salle qui était vraisemblablement celle du chapitre des religieux; elle est éclairée par une grande fenêtre à trois baies et on y voit une belle piscine. Au premier étage est une autre pièce voûtée qu'on croit avoir été la bibliothèque; puis, au-dessus, un grenier ou un colombier. On remarque çà et là quelques portes artistiques, quelques chapiteaux et culs-de-lampe, etc., qui ont échappé à la destruction. Enfin, on aperçoit les vestiges de l'ancien réfectoire.
La salle capitulaire, avec la bibliothèque et le colombier, qui demeurent ont été classés listed building en 1956. Le réfectoire, également classé , qui fait partie d'une ancienne écurie classée , intègre d'autres éléments anciens. Tous appartiennent maintenant à la maison de campagne du XVIe siècle, également connue sous le nom de Hinton Priory, sur la partie nord du site, elle-même bâtiment classé. Les terrassements restants du grand cloître sont visibles dans un verger et des enclos.
Le site est inscrit comme Scheduled monument, bâtiment historique « d'importance nationale »,. Il est inclus dans le registre du patrimoine en péril par English Heritage ; En 2012 son état est jugé « mauvais » et certaines parties ont besoin d'une évaluation de leurs états.
Le site de la « maison basse » sur la rivière Frome est également un monument inscrit et conserve son nom de "couvent". Des terrassements et des matériaux enfouis subsistent, et un chalet plus tardif contient des fragments de maçonnerie du XIVe siècle; un panneau d'interprétation a été érigé par le Cotswolds Conservation Board en 2017 et indique la disposition des bâtiments médiévaux.